# Lillian Hurst
Lillian Hurst (San Juan, 13 agosto 1943) è un'attrice portoricana.

## Biografia
Dopo aver debuttato agli inizi degli anni Sessanta come attrice televisiva, ha recitato in svariate produzioni Off-Broadway e in una ventina di film americani.
È apparsa in più di trenta in programmi televisivi, come  JAG, NYPD Blue, The King Of Queens, X-Files, ER, Lost, True Blood.
In Italia è ricordata per la divertente caratterizzazione del personaggio di Celia, la cameriera di casa Montgomery di Dharma e Greg.
Nel 2006 ha interpretato il ruolo della nonna di Betty nella serie televisiva Ugly Betty nell'episodio ambientato in Messico, dal titolo Un albero cresce a Guadalajara.
Nel 2009 è apparsa in Nip/Tuck nel ruolo di Mariela, la madre di Liz Cruz.

## Filmografia parziale

### Televisione
- Un cavallo un po' matto (Ready to Run), regia di Duwayne Dunham – film TV (2000)